# (545293) 2011 FX62
(545293) 2011 FX62 est un objet transneptunien classé comme centaure.

## Caractéristiques
(545293) 2011 FX62 mesure environ 190 km de diamètre.